# Audi Steppenwolf
Audi Steppenwolf – koncepcyjny SUV produkcji Audi zaprezentowany w 2000 roku, na targach motoryzacyjnych w Paryżu. Jest to futurystyczny samochód sportowo-użytkowy z silnikiem V6, karoserią z włókna węglowego i napędem na cztery koła.
W samochodzie tym zastosowano wiele, jak na owe lata, nowoczesnych rozwiązań, takich jak m.in.: elektrycznie zasilane sprzęgło Haldex, które rozdzielało moc na koła przednie i tylne, system EDL, czy system ESP. Jeden z modeli wyposażony był w specjalne „powietrzne” zawieszenie kół, ustawiane na jednym z czterech, wybieranych skokowo co 60 mm, poziomow prześwitu, który w nierównym terenie mógł wynosić aż 223 mm. Wyposażony był on także w nowy, silny, elektrohydrauliczny hamulec postojowy przy tarczach hamulcowych kół napędowych. Nadwozie wykonane było z włókna węglowego.

## Specyfikacja modelu Audi Steppenwolf
| Wersja                    | Audi Steppenwolf                               |
| Produkcja                 | model koncepcyjny                              |
| Silnik                    | V6                                             |
| Umiejscowienie silnika    | Umieszczony z przodu                           |
| Napęd                     | quattro                                        |
| Pojemność skokowa         | 3,2 l                                          |
| Moc maksymalna            | 225 KM                                         |
| Prędkość maksymalna       | 230 km/h (dane producenta)                     |
| Przyśpieszenie 0–100 km/h | 8 s (dane producenta)                          |
| Nadwozie / Karoseria      | Karoseria z włókna węglowego. 3-drzwiowy coupé |